# طواف إيطاليا 1948
طواف إيطاليا 1948 هو سباق دراجات هوائية أقيم في إيطاليا بتاريخ 15 مايو - 6 يونيو، تكون السباق من 19 مرحلة وامتدّ لمسافة 4164 كم بسرعة 33.116 كم/س، استغرق السباق 124 ساعة 51 دقيقة 52 ثانية. فاز به الإيطالي فيورنزو ماغني.